# 剛果岩頭長頜魚
剛果岩頭長頜魚（学名：Pollimyrus catostoma congicus），為輻鰭魚綱骨舌魚目象鼻魚科的其中一種，分布於非洲剛果河流域，體長可達9公分，棲息在底層水域。